# Vitalij Volodimirovics Osarov
Vitalij Volodimirovics Osarov (ukránul: Віталій Володимирович Ошаров) (Bila Cerkva, 1980. február 16. vagy 1980. július 25. –) Európa-bajnoki ezüstérmes, világbajnoki bronzérmes ukrán párbajtőrvívó.